# Willem de Rooij
Willem de Rooij (Beverwijk, 1969) is een Nederlands beeldend kunstenaar. Hij werkt in verschillende media, zoals film, fotografie en installatie.

## Levensloop
Willem de Rooij studeerde kunstgeschiedenis aan de Universiteit van Amsterdam (1989-1990) en beeldende kunst aan de Gerrit Rietveld Academie van 1990–95 en aan de Rijksakademie van 1997-98, beiden in Amsterdam. Hij werkte samen met Jeroen de Rijke (Brouwenshaven, 1970, gestorven in 2006) van 1995 tot 2006. In 2000 werd de Charlotte Köhler Prijs voor beeldende kunst aan hem toegekend. Belangrijke solotentoonstellingen van het werk van De Rijke / De Rooij vonden plaats in K 21, Düsseldorf in 2007 en in het Museo d’Arte Moderna di Bologna in 2008. Ze vertegenwoordigden Nederland op de Biënnale van Venetië in 2005.
Hij is docent beeldende kunst aan de Städelschule in Frankfurt am Main, Duitsland sinds 2006 en was tutor op De Ateliers in Amsterdam van 2002-2014. Sinds 2004 gebruikt De Rooij werk van andere kunstenaars als materiaal in zijn eigen installaties. In 2005 installeerde hij zijn film Mandarin Ducks in het Stedelijk Museum in Amsterdam te midden van objecten en kunstwerken uit de collectie van het museum. In 2007 maakte de Rooij twee installaties door werken van Isa Genzken, Keren Cytter en Fong Leng met elkaar te combineren: "The Floating Feather" in Galerie Chantel Crousel in Parijs en "Birds in a Park". bij Galerie Daniel Buchholz in Keulen.
In 2010 maakte Willem de Rooij Intolerance, een solotentoonstelling in de Neue Nationalgalerie in Berlijn. In Intolerance confronteerde De Rooij 18 schilderijen van Melchior d'Hondecoeter met een groep 18e-eeuwse gevederde objecten uit Hawaï.
Willem de Rooij is sinds 2016 lid van de Akademie van Kunsten.
Sinds 2010 werkt De Rooij aan een de eerste monografische publicatie over het leven en werk van de 18e-eeuwse schilder Dirk Valkenburg.

## Publicaties
- Eva Meyer-Hermann (2003). Jeroen de Rijke & Willem de Rooij : spaces and films = espaces et films, 1998-2002. Eindhoven : Van Abbemuseum.
- Beatrix Ruf (2003). Jeroen de Rijke, Willem de Rooij. Genève : JRP/Ringier
- Willem de Rooij (2010). Willem de Rooij, Intolerance. Düsseldorf : Feymedia